# Миметизит
Мимети́т, или миметизи́т (также встречается миметези́т) — минерал из класса фосфатов, арсенатов, ванадатов, образующий редкие скопления обычно зелёных призматических кристаллов в зонах окисления месторождений свинцовых и свинцово-цинковых руд.

## Название
Название произошло от др.-греч. μιμητής, что означает «имитатор». Ученик и преемник А. Г. Вернера немецкий минералог Иоганн Брейтгаупт обратил внимание на зелёный минерал из Йохангеоргенштадта в Рудных горах. Внешним видом, формой кристаллов и даже поведением в пламени паяльной трубки он походил на пироморфит, однако оказался не фосфатом, а с доселе неизвестным арсенатом свинца. Брейтгаупт дал минералу имя. В англоязычных странах принято название миметит. 

Синонимы: арсенопироморфит, приксит.
Оранжевые и красновато-янтарные образования, содержащие значительное количество фосфорной кислоты, называются кампилитами.

## Химический состав
Химическая формула: Pb5[AsO4]3Cl. Содержит мышьяк (15,10 %), свинец (69,61 %), кислород (12,90 %) и хлор (2,38 %).

## Физические свойства
- Цвет: ярко-жёлтый, янтарно-оранжевый, красный, зеленоватый, белый
- Блеск: алмазный или жирный
- Прозрачность: Просвечивающий, полупрозрачный
- Черта: Белая
- Твёрдость по шкале Мооса: 3,5 — 4
- Плотность: 7,1
- Излом: Неровный
- Сингония: Гексагональная
- Форма кристаллов: Призматические, игольчатые, столбчатые, похожи на кристаллы апатита, часто имеют бочковидный облик
- Агрегаты: почковидные, гроздевидные (напоминающие формой цветную капусту), срастающиеся в сплошные мелкокристаллические корочки

## Сопутствующие минералы
Галенит, церуссит, барит, англезит, пироморфит, ванадинит, вульфенит, кварц.

## Сходные минералы
Пироморфит.

## Месторождения
Лучшие старинные образцы миметизита янтарного цвета были найдены на Нерчинских рудниках в Забайкалье. В наше время лучшие миметизиты — прозрачные, бледно — жёлтые кристаллы длиной до 1-1,5 см, непрозрачные до 3 см — поступают из Тсумеба (Намибия). Существует месторождение этого минерала в Мексике.

## Происхождение
Мимезит образуется в зонах окисления свинцовых руд, содержащих также минералы мышьяка.

## Значение и применение
Полиметаллическая руда. В промышленном отношении миметизит не представляет особенной ценности. Основное использование миметизита — коллекционные сборы, поскольку довольно часто встречаются необычные, эффектные внешне кристаллические агрегаты и корки этого минерала.